# Stepan Vasyljovyč Ščurat

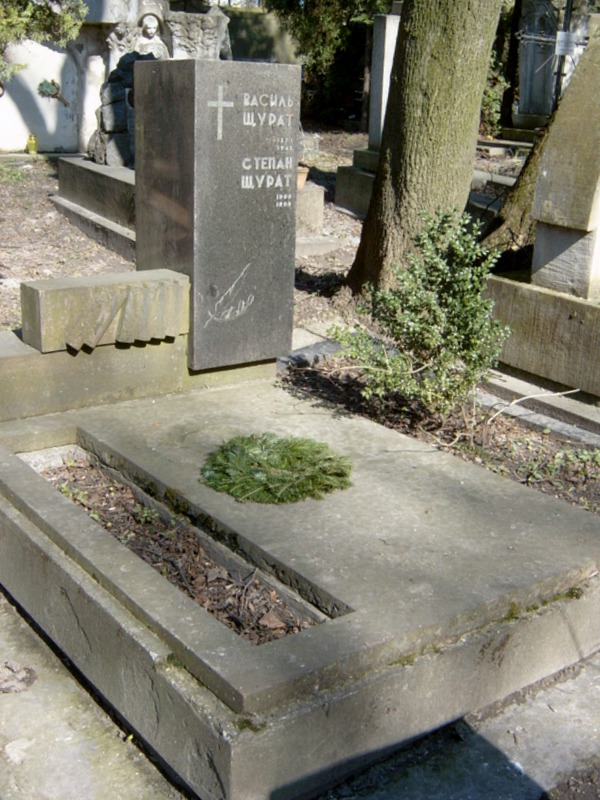
Hrob Stepana Ščurata

Stepan Vasyljovyč Ščurat (7. ledna 1909, Lvov – 14. března 1990, Lvov) byl ukrajinský učenec - literární kritik, syn Vasyla Ščurata.

## Životopis
Narodil se 7. ledna 1909 ve Lvově . V roce 1931 absolvoval Lvovskou univerzitu . V roce 1934 obhájil diplomovou práci „Timko Padura, jeho život a dílo“. Nějakou dobu pracoval jako středoškolský učitel.
Od roku 1933 vydával první ukrajinský speciální časopis pro fotografy Světlo a stín. Od roku 1937 redigoval měsíčník časopis na místní tradice a turistiku „Naša Batkivščyna“ . Počátkem čtyřicátých let působil jako vědecký pracovník Ústavu literatury Akademie věd SSSR ve Lvově, učitel umělecké a průmyslové školy. V poválečných letech pracoval v institucích Akademie věd SSSR . Od roku 1951 pracoval jako vědecký pracovník na oddělení literatury Institutu sociálních věd Akademie věd SSSR a v letech 1958-1971 zastával funkci vedoucího katedry, doktor filologie (od roku 1971). Během pogromové kampaně byl pronásledován jako součást ukrajinských vědeckých institucí na začátku 70. let. V září 1972 byl nucen odstoupit.
Zemřel 14. března 1990 ve Lvově. Byl pohřben na Lyčakivském hřbitově svém rodném městě.

## Výzkumné činnosti
Jako student publikoval své první básně na stránkách časopisu New Ways a publikoval překlady děl ruských básníků Petera Orešina, Vladimira Majakovského a Sergeje Jesenina . Současně vydal jednu ze svých prvních literárních prací o ukrajinském básníkovi a veřejném činiteli Jevgenu Grygorukovi a článek (spoluautorem je Ivan Krušelnytskyj ) „Lyrika o podvodnících emigrace“ - o práci ukrajinských básníků, kteří se ocitli v exilu.
Během svého působení v Ústavu sociálních věd Akademie věd SSSR vědec publikoval více než 50 vědeckých prací. Ratova pozornost přitahovala různá období a postavy ukrajinské literatury. Ale hlavním tématem jeho výzkumu byla práce Ivana Franka, která je věnována monografii „Raná díla Ivana Franka“ (1956), románu Ivana Franka „Borislav se směje“ (1966), řadě dokumentů a článků. Dohlížel na přípravu vydání pěti svazků vydání děl Ivana Franka.